# Digital Devil Story: Megami Tensei II
Digital Devil Story: Megami Tensei II (デジタル・デビル物語 女神転生II Dejitaru Debiru Sutōrī Megami Tensei II?, "Digital djävulsberättelse: Gudinnans återfödelse II") är den andra delen i datorrollspelsserien Megami Tensei, och är en uppföljare till Digital Devil Story: Megami Tensei. Spelet utvecklades av Atlus, och gavs ut av Namco till Famicom den 6 april 1990.
Till skillnad från det första Megami Tensei är Megami Tensei II inte direkt baserad på Aya Nishitanis bokserie Digital Devil Story, men har liknande gameplay och bygger på samma teman, med demonframbesvärjare och mytologi.
En remake av båda spelen släpptes 1995 till Super Famicom under namnet Kyuuyaku Megami Tensei.

## Handling
År "199X" har jorden blivit bombarderad med missiler, vilket tvingar överlevande att söka skydd i skyddsrum. 35 år senare har det pågående kriget skapat en dimensionell reva mellan människovärlden och demonvärlden. Spelet börjar med att de två unga männen Hideto och Senda (spelaren kan ändra deras namn) spelar det fiktiva datorspelet "Devil Busters", som påminner om Digital Devil Story: Megami Tensei, när de får besök av demonen Pazuzu som kallar dem "mänsklighetens räddare". Demonen Nebirus och andra monster börjar anfalla skyddsrummet, och Pazuzu ger de två männen förmågan att frambesvärja demoner för att kunna försvara sig. De beger sig iväg hemifrån för att rädda mänskligheten.

## Utveckling och lansering
Kyuuyaku Megami Tensei (旧約・女神転生?  "Gamla Testamentet: Gudinnans återfödelse"), en nyversion av Megami Tensei II och dess uppföljare Digital Devil Story: Megami Tensei, utvecklades av Opera House och gavs ut av Atlus den 21 mars 1995 till Super Famicom; den gavs aldrig ut officiellt utanför Japan, men en inofficiell engelskspråkig översättning finns tillgänglig i form av en patch. Kyuuyaku återsläpptes digitalt till Wii via Virtual Console den 31 juli 2012.
Musiken komponerades av Tsukasa Masuko. Musiken i Kyuuyaku arrangerades av Hitoshi Sakimoto.